# Olivia Bergdahl
Anna Olivia Bergdahl, född 24 juli 1989 i Göteborg, är en svensk poet som vid 12 års ålder ställde upp i tävlingen Poetry slam. Bergdahl vann Poetry slam 2007 i Helsingborg. År 2008 deltog hon i världsmästerskapen i poetry slam, där hon kom fyra.
År 2007 gav hon ut diktsamlingen Demo. Bergdahl romandebuterade med Efter ekot i januari 2015 på Ordfront förlag. Sonettkransen Barnet nominerades till Augustpriset 2019.

## Priser och utmärkelser
- 2016 – Sveriges Radios Novellpris för novellen Hjälten Josef Schultz på fotografiet
- 2016 – Samfundet De Nios Julpris